# Pavoloci, Popilnea
Pavoloci (în ucraineană Паволоч) este localitatea de reședință a comunei Pavoloci din raionul Popilnea, regiunea Jîtomîr, Ucraina.

## Demografie
Componența lingvistică a localității Pavoloci
     Ucraineană (97,43%)
     Rusă (2,23%)
     Alte limbi (0,07%)
Conform recensământului din 2001, majoritatea populației localității Pavoloci era vorbitoare de ucraineană (97,43%), existând în minoritate și vorbitori de rusă (2,23%).